# Бычковский сельсовет (Красноярский край)
Бычковский сельсовет — сельское поселение в Большеулуйском районе Красноярского края.
Административный центр — село Бычки.

## Население
| 2010 | 2012 | 2013 | 2014 | 2015 | 2016 | 2017 |
| ---- | ---- | ---- | ---- | ---- | ---- | ---- |
| 289  | ↘275 | ↗280 | ↗288 | ↘279 | ↘269 | ↘254 |

## Состав сельского поселения
В состав сельского поселения входят 5 населённых пунктов:
| № | Населённый пункт | Тип населённого пункта       | Население |
| - | ---------------- | ---------------------------- | --------- |
| 1 | Богатое          | деревня                      | ↘5        |
| 2 | Бычки            | село, административный центр | 190       |
| 3 | Краевая          | деревня                      | ↘10       |
| 4 | Красная Заря     | деревня                      | ↘73       |
| 5 | Счастливое       | деревня                      | ↘11       |

В 2021 году упразднена деревня Кузино. Не ранее 1972 года — деревня Вилово.

## Местное самоуправление
Бычковский сельский Совет депутатов
Дата избрания14.03.2010. Срок полномочий: 5 лет. Количество депутатов: 7
Глава муниципального образования
- Быкова Лилия Жановна. Дата избрания: 14.03.2010. Срок полномочий: 5 лет